# Nepenthes rajah
Nepenthes rajah /nɪˈpɛnθiːz ˈrɑːdʒə/ là loại cây ăn thịt có kích thước lớn nhất trong số những thực vật ăn thịt. Nó đặc hữu núi Kinabalu và núi Tambuyukon lân cận ở in Sabah, Borneo, Malaysia.
Nepenthes rajah nổi tiếng nhất với cái nắp ấm khổng lồ, có thể phát triển cao 41 cm và rộng 20 cm. Cái nấp ấm này có thể chứa tới 3.5 lít và 2.5 lít dịch tiêu hóa.

## Đặc điểm sinh học
Nepenthes rajah có hình dáng như những chiếc chén dài với kích cỡ bằng thân của giống chuột chù núi (Tupaia montana). Loài cây này cái miệng nắp khá to và hơi lõm. Phía ngoài nắp là một lượng lớn mật thơm ngon được chúng tiết ra để làm mồi. Thân của chúng rất đặc biệt, có thể giữ đến hơn hai lít nước nếu đổ đầy đến tận miệng. Nepenthes rajah có thể ăn thịt cả những động vật nhỏ có xương sống.
Nepenthes rajah săn mồi bằng cách tiết ra một loại mật hoa rất thơm ngon để làm mồi nhử, khi con mồi tiến tới để liếm láp thứ mật đặc biệt này, cơ thể chúng sẽ phồng to ra, nắp sẽ nhanh chóng úp xuống để nuốt trọn con mồi. Sau đó con mồi sẽ trượt xuống phần cuống lá, nơi có rất nhiều enzyme tiêu hóa chờ sẵn. Loài thực vật ăn thịt này có một cấu trúc rất phức tạp, chúng có khả năng dụ dỗ những con vật nhỏ như kiến, mối, ong, nhện…